# Àngel Brunet i Las
Àngel-O. Brunet i Las (Tarragona, España). Es escritor, técnico en Dirección y Guion y Máster en lenguaje literario y audiovisual. Autor de diversos cortometrajes ha sido galardonado, entre otros, con el premio de guion Serra i Moret (1988). 
En el campo de la narrativa, se dio a conocer con la novela Taüt de naftalina , seda i cotó, (Ataúd de naftalina seda y algodón), presentación en sociedad del detective Marc Macintosh, a la cual le han seguido otras obras, algunas de ellas también premiadas. Entre otros premios ha recibido el Sebastià Juan Arbó, del año 1998 por L'apocalipsi segons Macintosh, el Pin i Soler de narrativa del año 1999 por Contra Mendacium. El misteri dels còdexs màgics", o el Vila de l'Ametlla de Mar, del año 2001, por Els llavis amb el polze. En narrativa infantil y juvenil ha publicado Terratarragona i l'univers (2001) y "Tinc un gat de tres colors" (2011).
Como guionista de cómic ha publicado "1811. El setge de Tarragona" con ilustraciones de Hugo Prades i Zar.

## El detective Marc Macintosh, novela
- Taüt de naftalina seda i cotó. (1998) ISBN 84-89936-24-2
- L'apocalipsi segons Macintosh. (1999) ISBN 84-89936-57-9
- Els llavis amb el polze. (2001) ISBN 84-95559-31-5
- A la butxaca d'un mort. (2004) ISBN 84-9791-003-6

## Narrativa
- Contra Mendacium. Novela (2000)ISBN 84-89936-91-9
- El son de la medusa (2003) ISBN 84-95623-23-4
- Viladembruix (2003) ISBN 84-95559-89-7
- El Faroner, Déu i l'intrús(2003) ISBN 84-95985-30-6
- Gratia Reig (2005) ISBN 84-9791-103-2
- El meu cadàver i jo (2006) ISBN 84-9791-205-5

## Infantil y juvenil
- Terratarragona i l'univers" (2001) ISBN 84-95684-02-0
- Tinc un gat de tres colors" (2011)

## Cómic
- 1811. El setge de Tarragona" (2011)

## Obra traducida
- Nella tasca di un morto" NonSoloParole Edizioni (2007)

## Narrativa corta
- Epicentro paradojal. Dentro del libro colectivo "Anys i Anys. Vint narracions d'aniversari" (1997)
- El faro de la sombra perpétua Dentro del libro colectivo "L'Estiu d'Ulisses i altres contes" (1998)
- Mentre la dalla dibuixa una paràbola precisa. Dentro del libro colectivo: "Escrits palestins i altres narracions" (2001)

## Premios
- Premio Serra i Moret de guion, Generalidad de Cataluña, 1988.
- Premio Terra de Fang de Deltebre de narrativa corta, 1996.
- Accésit del I Premio de narrativa corta por Internet "Tinet" 1997.
- 1r Premio Altafulla de narrativa corta, 1998.
- XIè Premio de novela Sebastià Juan Arbó 1998, San Carlos de la Rápita.
- 10.º Premio de novela Pin i Soler, 1999.
- Premio de novela Vila de l'Ametlla de Mar, 2001.
- Premio de narrativa corta El Perelló, 2002.
- 20.º Premio de narrativa Ribera d'Ebre, 2002.
- 17.º Premio de narrativa Vila d'Ascó 2005
- Finalista del premio 2005 Brigada 21 a la mejor novelanegra original en catalán:

- Datos: Q6172506